# Emporia
Emporia (oficialmente como City of Emporia), fundada en 1967, es una de las 39 ciudades independientes del estado estadounidense de Virginia. En el año 2000, la ciudad tenía una población de 5,665 habitantes y una densidad poblacional de 317.5 personas por km². A pesar de no formar parte del Condado de Alleghany, es su sede de condado.

## Geografía
Según la Oficina del Censo, la ciudad tiene un área total de 18,1 km² (7 mi²), de la cual 17,8 km² (6,9 mi²) es tierra y 0,1 km² (0 mi²) (0.2%) es agua.

## Demografía
Según el censo de 2000, había 5,665 personas, 2,226 hogares y 1,406 familias residiendo en la localidad. La densidad de población era de 317.5 hab./km². Había 2,412 viviendas con una densidad media de 135 viviendas/km². El 42.45% de los habitantes eran blancos, el 56.15% afroamericanos, el 0.07% amerindios, el 0.53% asiáticos, el 0.07% isleños del Pacífico, el 0.30% de otras razas y el 0.42% pertenecía a dos o más razas. El 1.48% de la población eran hispanos o latinos de cualquier raza.
Los ingresos medios por hogar en la localidad eran de $30,333, y los ingresos medios por familia eran $35,743. Los hombres tenían unos ingresos medios de $27,772 frente a los $21,657 para las mujeres. La renta per cápita para el condado era de $15,377. Alrededor del 16.0% de la población estaban por debajo del umbral de pobreza.